# Claudio Abbado
Claudio Abbado (Milánó, 1933. június 26. – Bologna, 2014. január 20.) olasz karmester, zongoraművész.

## Életpályája

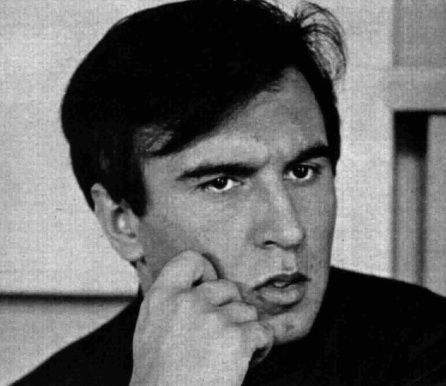
A világkarrier kezdetén 1965-ben

Apja az ismert hegedű¤~művész, Michelangelo Abbado volt. Tanulmányait a Milánói Konzervatóriumban és a Bécsi Zeneakadémián végezte. 1968-tól 1986-ig a Milánói Scala  karmestere, 1971-től pedig művészeti igazgatója volt. Nemzetközi ismertségre akkor tett szert, amikor 1963-ban megnyerte a Dimitri Mitropulosz emlékére rendezett karmesterversenyt: lehetőséget kapott, hogy öt hónapig a New York-i Filharmonikusokkal dolgozzon. Hamarosan elismert zenekarok zeneigazgatójaként tevékenykedett: a Londoni Szimfonikus Zenekarban, az Európai Közösségek Ifjúsági Zenekarában, a Bécsi Állami Operában, a Bécsi Filharmonikusoknál  illetve a Berlini Filharmonikus Zenekarban . Operákat kísérő zenekarból önálló nemzetközi együttessé nevelte ki a Scala Filharmonikus Zenekarát. Őt választották a muzsikusok Herbert von Karajan utódjaként a Berlini Filharmonikusok élére, majd átvette a Salzburgi Ünnepi Játékok vezetését is.
Hanglemez-felvételeivel a legnagyobb díjakat nyerte el, s nem egy közülük máig etalonnak számít a zeneoktatásban. Az ifjúság sorsát kezdettől szívén viselte, ő alapította az Európai Unió Ifjúsági Zenekarát és a Gustav Mahler Ifjúsági Zenekart, de a felnövekvő generációk zenei nevelését is fontos célként tűzte ki maga elé, zenét népszerűsítő könyvet is írt.
A fiatalokhoz fűződő viszonyát számtalan fórumon méltatták. 1978-ban ő alapította meg az Európai Unió Ifjúsági Zenekarát és 1985-ben a Gustav Mahler Ifjúsági Zenekart. 2013 augusztusában Giorgio Napolitano olasz köztársasági elnök örökös szenátorrá nevezte ki, s az ezzel járó honoráriumból is fiatal zenészek számára alapított ösztöndíjat. Ő alapította a luzerni Fesztiválzenekart is. Budapesten is sok emlékezetes koncertet dirigált, legutolsó magyarországi fellépésén pedig legfiatalabb zenekarával, a bolognai székhelyű Mozart Zenekarral láthattuk a Budapesti Tavaszi Fesztiválon 2012-ben (Művészetek Palotája).

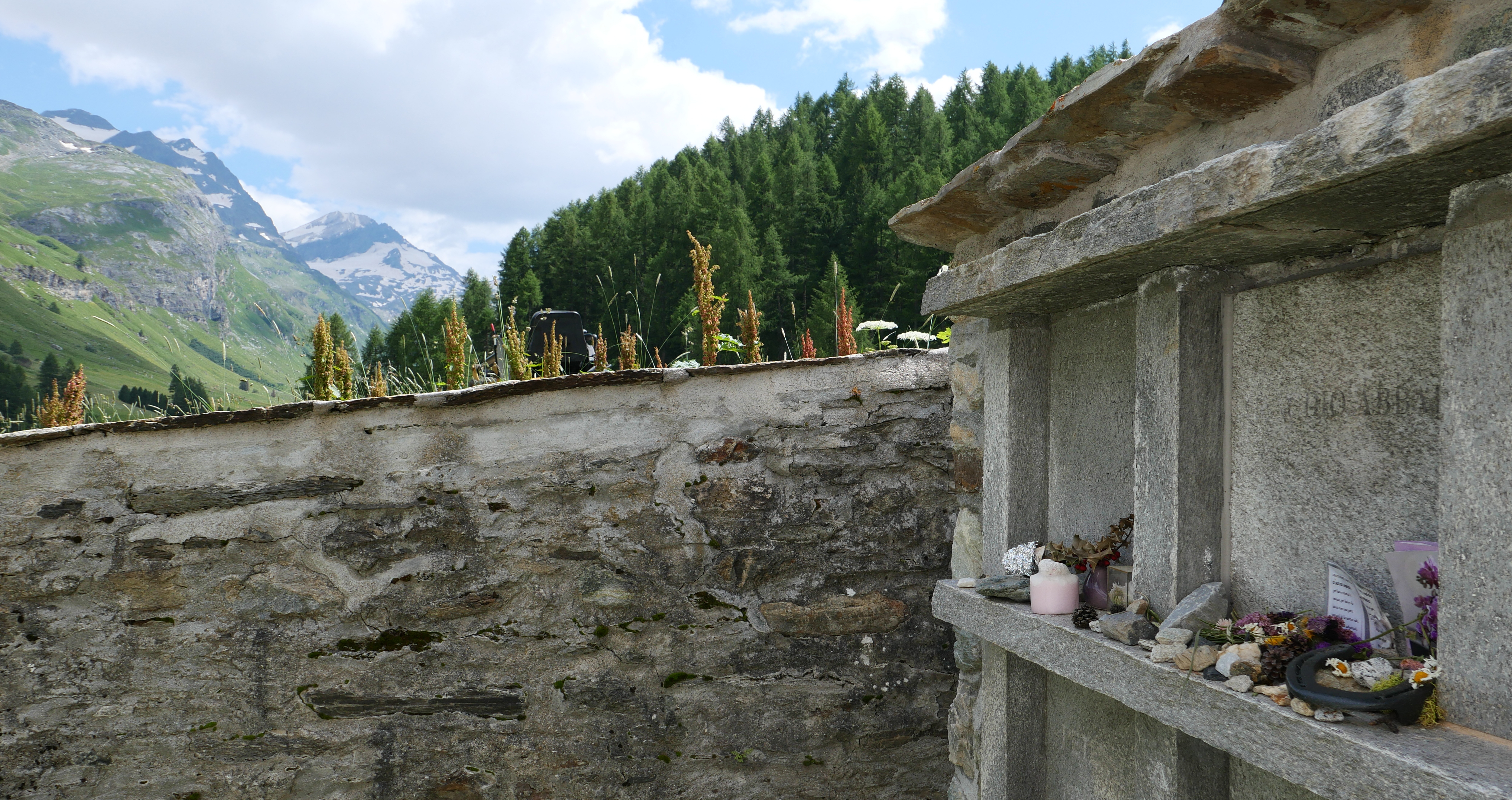
Urnasírja 2024-ben

81. életévében, családja körében hunyt el, bolognai otthonában. Halála után egy héttel a Scala előtti téren emlékkoncert keretében nyolcezer tisztelője búcsúzott tőle. 
Abbado földi maradványait elhamvasztották, és egy urnát hamvainak egy részével a Val Fexben található, 15. századi Fex-Crasta-kápolna temetőjében temettek el. Sils-Maria település része, egy falu a svájci Graubünden kantonban, ahol Abbado nyaralója volt.